# Pinnye
Pinnye (dt.: Pinier, Freindorf) ist eine ungarische Gemeinde im Kreis Sopron im Komitat Győr-Moson-Sopron. Sie liegt an dem Fluss Ikva.

## Sehenswürdigkeiten
- Römisch-katholische Kirche Sarlós Boldogasszony, erbaut Mitte des 19. Jahrhunderts

## Verkehr
Durch Pinnye verläuft die Landstraße Nr. 8628, nördlich des Ortes die Hauptstraße Nr. 85. Durch den ein Kilometer nördlich des Ortszentrums gelegenen Bahnhof ist die Gemeinde angebunden an die Eisenbahnstrecke von Sopron und Győr.

## Bilder

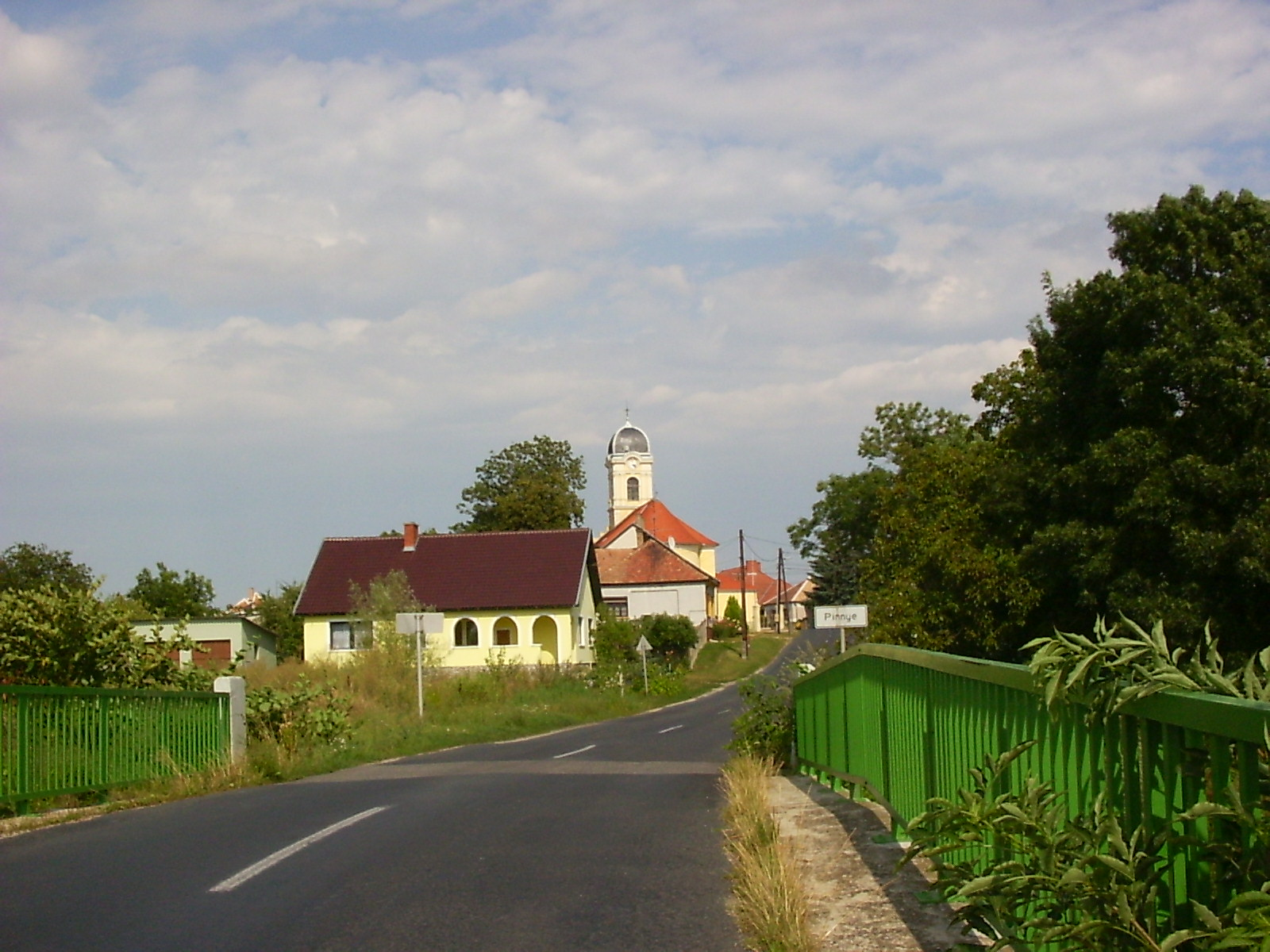
Blick auf Pinnye von der Ikva-Brücke
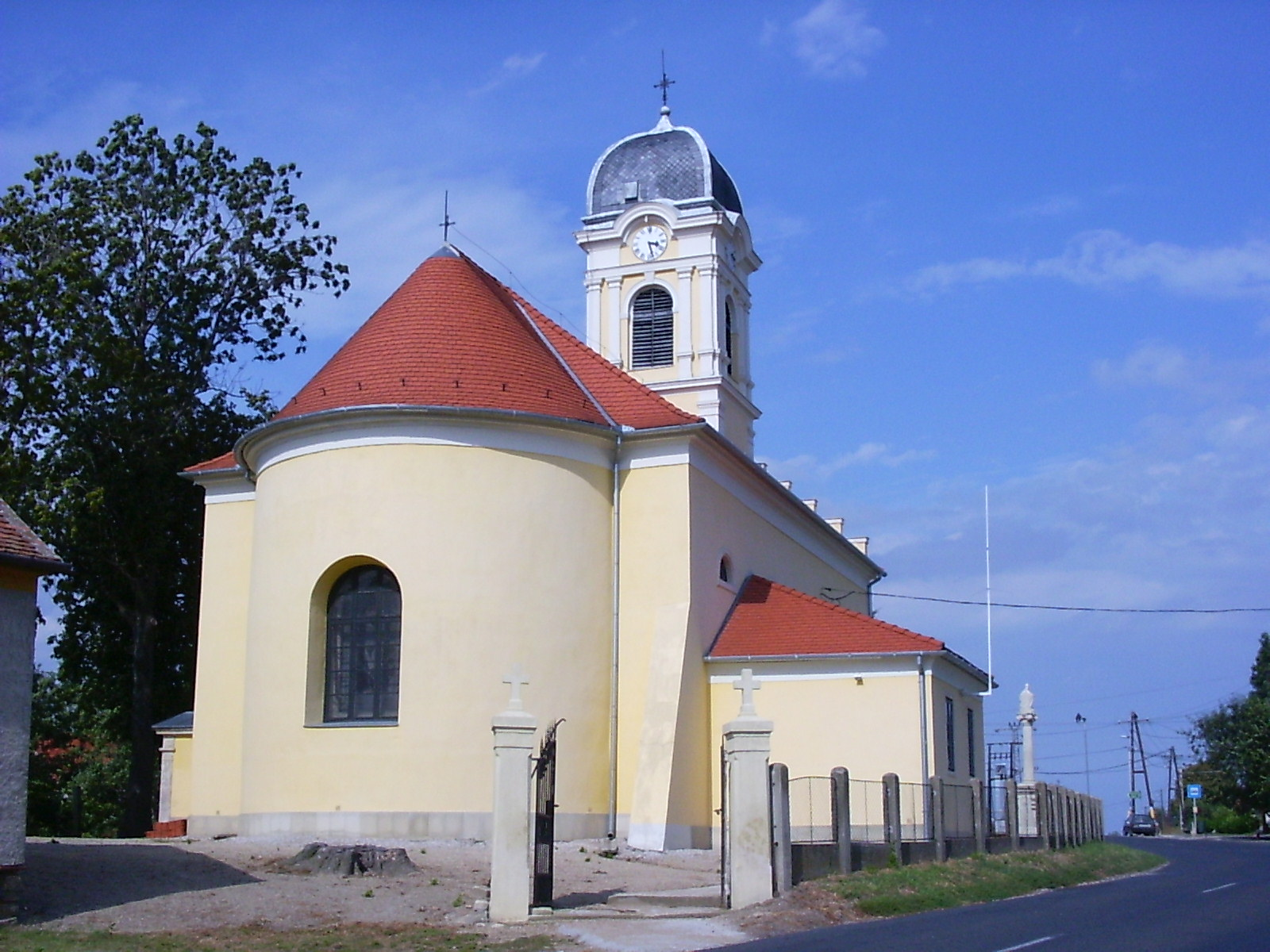
Römisch-katholische Kirche in Pinnye
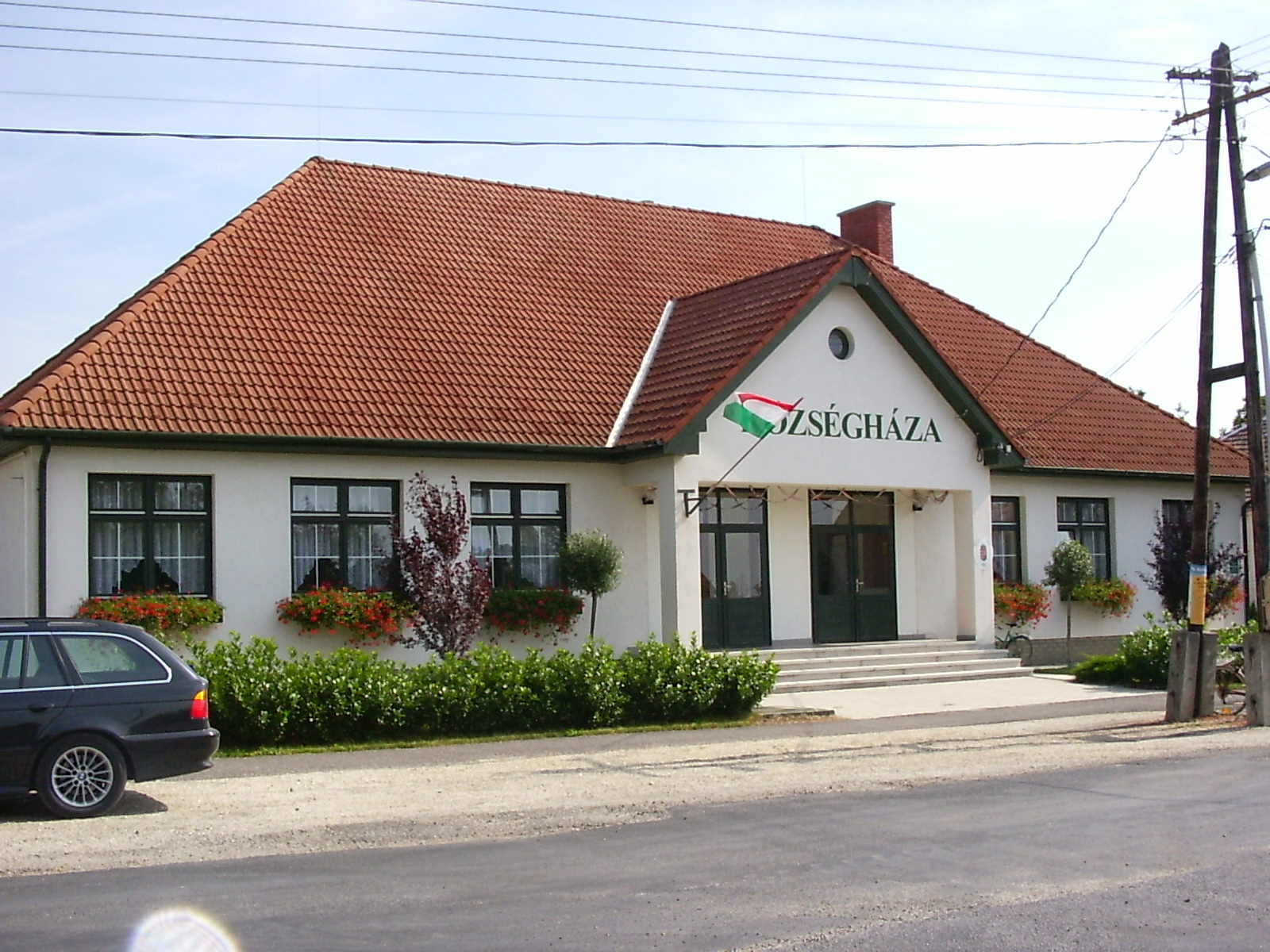
Gemeindeverwaltung von Pinnye
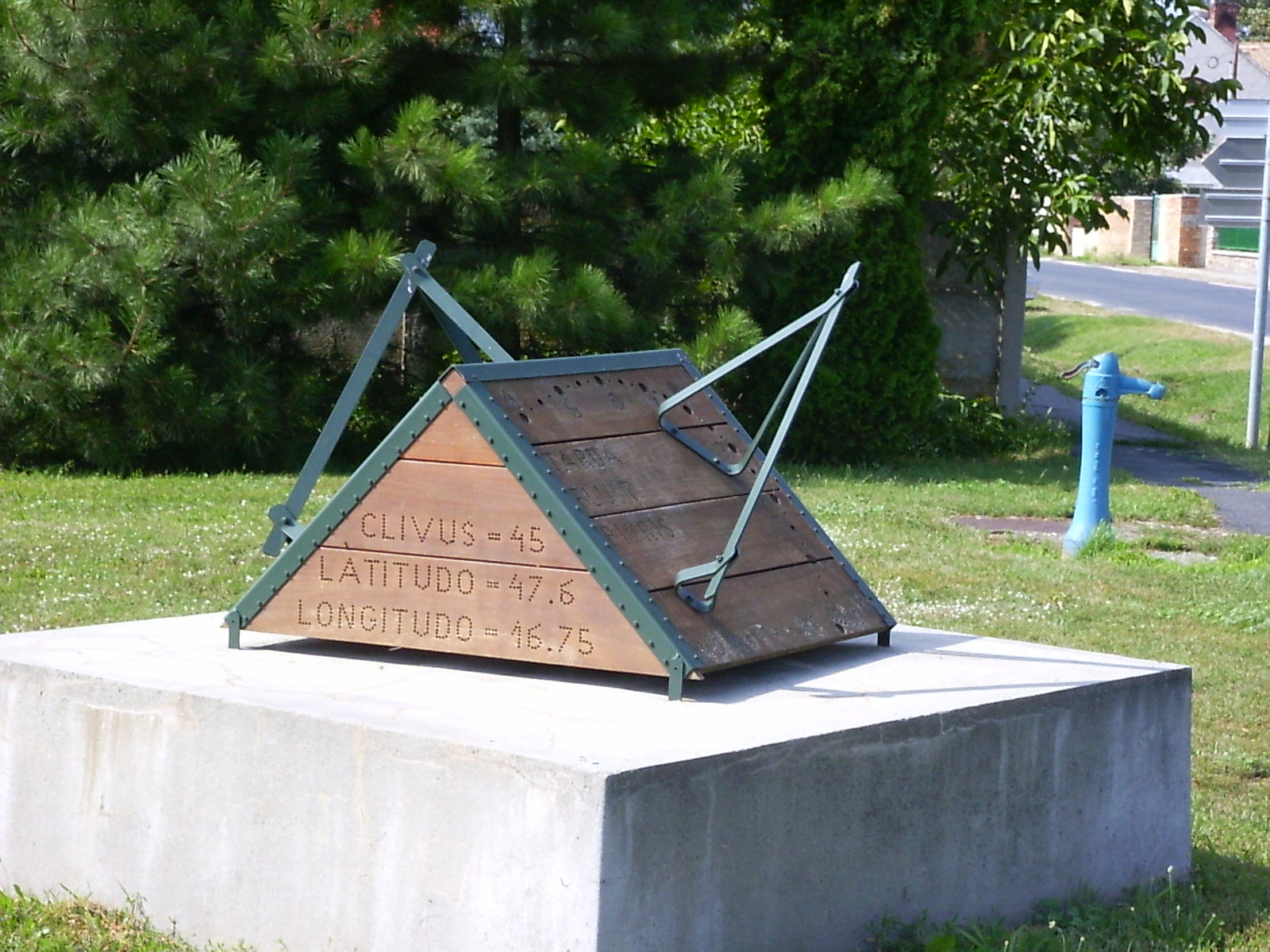
Sonnenuhr in Pinnye